# Discobola neoelegans
Discobola neoelegans är en tvåvingeart som först beskrevs av Alexander 1954.  Discobola neoelegans ingår i släktet Discobola och familjen småharkrankar. Inga underarter finns listade i Catalogue of Life.